# Locked Down
Locked Down is een Amerikaanse romantische komedie-kraakfilm uit 2021 onder regie van Doug Liman. De film is ontwikkeld ten tijde van de coronapandemie en werd in januari 2021 uitgebracht op de streamingdienst HBO Max.

## Verhaal
Paxton en Linda zijn een ontevreden getrouwd stel dat in Londen woont te midden van de coronapandemie. Omdat hij een strafblad heeft, kan Paxton alleen een baan krijgen als vrachtwagenchauffeur. Hij heeft meer in zijn mars en is ontevreden met zijn huidige situatie. Omdat winkels gesloten zijn, zijn er bijna geen chauffeurs beschikbaar voor hoogwaardige leveringen. De baas van Paxton vraagt Paxton daarom om onder een valse identiteit te werken. Linda, die CEO is bij een modebedrijf, heeft de taak om de inventaris op te ruimen in een nabijgelegen warenhuis van Harrods.
Linda onthult dat er een diamant van £3 miljoen pond in de kluis bij Harrods ligt die is verkocht aan een anonieme koper, en dat de winkel ter plaatse een duplicaat bewaart. Zij en Paxton besluiten daarop om de echte diamant te stelen en de neppe naar de koper in New York te sturen.
Na het bereiken van de winkel halen Linda en Paxton de diamant op en ruilen ze hem in voor de neppe. Ze worden echter geconfronteerd door Donald, een voormalige medewerker van Linda's die ze eerder deze week had ontslagen. Donald onthult dat hij de politie heeft gebeld vanwege Paxtons valse identiteit. Ze onthult hun plan aan hem, en hij stemt ermee in om voor hen te liegen.
Paxton en Linda, die oorspronkelijk van plan waren hun eigen weg te gaan, besluiten hun relatie een nieuw leven in te blazen nadat de lockdown met nog eens twee weken wordt verlengd.

## Rolverdeling
- Anne Hathaway als Linda, Paxtons echtgenote
- Chiwetel Ejiofor als Paxton, Linda's echtgenoot
- Stephen Merchant als Michael Morgan, hoofd beveiliging Harrods
- Mindy Kaling als Kate, Linda's oud-collega bij Harrods
- Lucy Boynton als Charlotte
- Dulé Hill als David, Paxton's halfbroer
- Jazmyn Simon als Maria, David's echtgenote
- Ben Stiller als Solomon, Linda's baas
- Ben Kingsley als Malcolm, Paxton's baas
- Mark Gatiss als Donald, Linda's collega
- Claes Bang als Essien
- Sam Spruell als Martin, Paxton's collega
- Frances Ruffelle als Byrdie, Paxton en Linda's buurvrouw
- Katie Leung als Natasha

## Productie
De werktitel van de film is Lockdown. De film kreeg enige media-aandacht als eerste film over de lockdown van de coronapandemie. In september 2020 werden Anne Hathaway en Cillian Murphy aangekondigd als de hoofdrolspelers. Murphy werd vervangen door Chiwetel Ejiofor.
De opnamen gingen in september 2020 van start op locatie in Londen, onder strenge coronamaatregelen. De draaiperiode was in een periode waarin opnamen van andere films en series in Londen stil lagen.
In december 2020 kwam het nieuws dat de film vanaf begin 2021 wordt vertoond op de streamingdienst HBO Max.

## Ontvangst
De film kreeg matige reacties van de pers en had teleurstellende kijkcijfers voor HBO Max. Verscheidene critici bekritiseerden de film voor het neerzetten van de quarantaine als iets frustrerends, zonder daarbij het belang van dergelijke maatregelen te belichten.